# Final de la Copa de la UEFA 2006
La final de la Copa de la UEFA 2006 es va jugar el 10 de maig de 2006 a l'estadi Philips Stadion d'Eindhoven, entre el Middlesbrough F.C. anglès i el Sevilla FC. El Sevilla va guanyar la seva primera Copa de la UEFA per 4–0.

## Detalls del partit
| Middlesbrough | 0 – 4    | Sevilla                                          |
| ------------- | -------- | ------------------------------------------------ |
|               | (Report) | Luis Fabiano 27' · Maresca 78' 84' · Kanouté 89' |

 Philips Stadion, Eindhoven
36.500 espectadors
Arbitre: Herbert Fandel 
| Middlesbrough | Sevilla |

| MIDDLESBROUGH:                                   |    |                         |     |     |
|                                                  |    |                         |     |     |
| GK                                               | 1  | Mark Schwarzer          |     |     |
| RB                                               | 21 | Stuart Parnaby          |     |     |
| CB                                               | 5  | Chris Riggott           |     |     |
| CB                                               | 6  | Gareth Southgate (c)    |     |     |
| LB                                               | 3  | Franck Queudrue         |     | 70' |
| RM                                               | 25 | James Morrison          |     | 45' |
| CM                                               | 7  | George Boateng          |     |     |
| CM                                               | 10 | Fábio Rochemback        | 83' |     |
| LM                                               | 19 | Stewart Downing         |     |     |
| CF                                               | 36 | Mark Viduka             |     | 85' |
| CF                                               | 9  | Jimmy Floyd Hasselbaink |     |     |
| Substitutes:                                     |    |                         |     |     |
| GK                                               | 22 | Brad Jones              |     |     |
| DF                                               | 4  | Ugo Ehiogu              |     |     |
| DF                                               | 26 | Matthew Bates           |     |     |
| MF                                               | 15 | Ray Parlour             |     |     |
| MF                                               | 39 | Lee Cattermole          |     | 85' |
| FW                                               | 18 | Massimo Maccarone       |     | 45' |
| FW                                               | 20 | Yakubu                  |     | 70' |
| Entrenador:                                      |    |                         |     |     |
| Steve McClaren · Home del partit: · Javi Navarro |    |                         |     |     |

| SEVILLA:     |    |                  |     |     |
|              |    |                  |     |     |
| GK           | 1  | Andrés Palop     |     |     |
| RB           | 4  | Daniel Alves     | 52' |     |
| CB           | 2  | Javi Navarro     |     |     |
| CB           | 6  | Julien Escudé    | 81' |     |
| LB           | 3  | David Castedo    |     |     |
| RM           | 15 | Jesús Navas      |     |     |
| CM           | 18 | José Luis Martí  |     |     |
| CM           | 25 | Enzo Maresca     | 85' |     |
| LM           | 16 | Adriano          |     | 85' |
| CF           | 10 | Luís Fabiano     |     | 73' |
| CF           | 14 | Javier Saviola   |     | 45' |
| Substituts:  |    |                  |     |     |
| GK           | 13 | Antonio Notario  |     |     |
| DF           | 20 | Aitor Ocio       |     |     |
| MF           | 11 | Renato           |     | 73' |
| MF           | 22 | Fernando Sales   |     |     |
| MF           | 27 | Antonio Puerta   |     | 85' |
| FW           | 30 | Kepa Blanco      |     |     |
| FW           | 12 | Frédéric Kanouté |     | 45' |
| Entrenador:  |    |                  |     |     |
| Juande Ramos |    |                  |     |     |